# Jörg-Uwe Klütz
Jörg-Uwe Klütz (* 21. Juli 1968 in Quakenbrück) ist ein ehemaliger deutscher Fußballspieler und heutiger -trainer.

## Karriere
Der Abwehrspieler Klütz kam über die Stationen TV Groß Mimmelage, BV Quakenbrück und VfL Herzlake 1990 zum Zweitligisten Hannover 96. 1992 gewann er mit Hannover den DFB-Pokal. Im folgenden Jahr trat man im Europapokal der Pokalsieger in einem deutsch-deutschen Duell gegen den SV Werder Bremen an und unterlag (1:3, 2:1). In der Liga rutschte der 1989 in die Zweitklassigkeit abgestiegene Verein immer weiter nach unten, ehe man 1996 in die Regionalliga abstieg.
Daraufhin wechselte Klütz zum VfB Oldenburg, der gerade in die 2. Bundesliga aufgestiegen war. Es folgte allerdings der direkte Wiederabstieg. Klütz blieb noch zwei Jahre im Verein und spielte mit dem VfB in der Regionalliga. 1999 ging er zum BV Cloppenburg, bei dem er noch neun Jahre spielte (1999/00 in der Regionalliga und von 2000 bis 2008 in der Oberliga). In seiner letzten Spielzeit, 2007/08, gelang Klütz mit dem BVC die Qualifikation für die Regionalliga West. Er beendete danach seine Spielerkarriere und wurde im Dezember 2008 Trainer in Cloppenburg. Nach dem Abstieg in die Oberliga führte er den Verein im Jahr 2012 als Vizemeister der Oberliga Niedersachsen in die Regionalliga Nord zurück. 2015 gab Klütz sein Traineramt ab.
Klütz ist heute als Inhaber eines Malereibetriebs in Quakenbrück tätig. Er trainiert die B I – Junioren der JSG Artland (Quakenbrücker SC, TuS Badbergen und TV Groß Mimmelage).

### Statistik
| Liga          | Spiele (Tore) |
| ------------- | ------------- |
| 2. Bundesliga | 162 0(5)      |
| Regionalliga  | 095 (21)      |
| Wettbewerb    |               |
| DFB-Pokal     | 018 0(2)      |